# Copăcești
Copăcești – wieś w Rumunii, w okręgu Vrancea, w gminie Ruginești. W 2011 roku liczyła 618
mieszkańców